# Iran Fajr International 1994
Die Iran Fajr International 1994 im Badminton fanden vom 28. Januar bis zum 3. Februar 1994 in Yazd statt.

## Sieger und Platzierte
| Disziplin    | Gold            | Silber    | Bronze   |
| ------------ | --------------- | --------- | -------- |
| Herreneinzel | Rosslean Hasham | Doha Ning | Tess Bok |
| Herreneinzel | Rosslean Hasham | Doha Ning | Zaou Yu  |
| Herrendoppel |                 |           |          |
|              |                 |           |          |